# 俞大酉
俞大酉（1908年10月10日—1966年8月），字古函，号涵沧、又号洞一、晓晖、妙天，笔名朝暾，天津府天津縣（今天津市）人，祖籍浙江山阴。俞大酉是民国时期知名记者、教育家、第六代桐城派代表人物，曾任天津《民国日报》总主笔、天津市耀华学校第六任校长，为中华民国新闻记者选区的第一届国民大会全国性职业团体及妇女团体代表。1966年8月底，在文革中被红卫兵抄家殴打致死。

## 生平
1924年至1925年，俞大酉就读于北京女子师范大学预科，1925年9月至1929年7月就读于国立北平大学女子学院外国语文学系。
1929年8月至1933年，俞大酉任北京女子文理学院助教，1929年至1931年任北京师大女附中英文教员。1931年2月至1941年任北京女一中英文教员兼职员，1933年至1934年兼任该校训育主任，1936年至1937年兼任该校教务主任、代校长，1937年12月至1940年12月任该校校长，1941年夏离校。
1943年9月至1944年任中国大学英文讲师。1945年10月4日至1947年7月，由贺培新介绍，任天津《民国日报》总主笔，负责撰写社论，同时为天津市长杜建时撰稿。1946年7月正式加入中国国民党，当选天津《民国日报》区党部委员。1947年2月27日至3月5日，应盟军最高统帅道格拉斯·麦克阿瑟之邀，与中国新闻界王芸生、陆铿等九人到日本、韩国访问。
1947年8月至1949年2月，任天津耀华中学校长，任职期间重视社团活动，组建了耀华学校的歌咏团、舞蹈班、口琴队、话剧团、国剧社、演讲组等社团组织，修订完善了学校的管理制度。1947年12月19日，国民政府派俞大酉任天津市三十六年普通考試典试委员。
1949年，天津市军事管制委员会接管天津市教育系统。1949年2月25日，天津市耀华学校召开大会批斗国民政府派任的俞大酉，解除其校长职务。
1949年3月1日至1950年4月1日，俞大酉在天津市公安局登记，被管制。
1950年9月起，任北京私立新华中学（后改称北京市第三十三中学）语文教员。1951年2月至8月，任新华中学工会主席。1952年参加中苏友好协会。1955年8月21日被批斗后，由天津公安局逮捕，1956年12月免予刑事处分、释放，回到北京，无业。1958年5月至8月，下放。1960年，在北京市西城区二龙路人民公社取灯胡同邻里服务所织毛衣。
1966年8月底，在文革中被红卫兵抄家殴打致死，尸骨无存。

## 文学
1940年，俞大酉拜桐城派大家、第五代代表人物贺培新为师，学习桐城派诗古文辞、篆刻，是整个桐城派的终局人物之一。俞大酉的作品生前没有结集出版，手稿藏于中国国家图书馆，由贺培新1949年捐献，稿本封面题“涵沧室诗文”，为贺培新手笔，所录作品撰于1940年至1942年间。2016年，中国近现代稀见史料丛刊丛书《贺培新集》出版时，俞大酉作为贺培新弟子，作品被收录其中，但其为《民国日报》所撰写的社论未署名，未被收录。

## 家庭
俞大酉祖先世居原籍浙江山阴，山阴俞氏家族，明朝初年北徙宛平，再徙天津。父亲俞明谦，1903年曾被派赴日本弘文速成師范学习，曾任天津市南开中学教员。世父俞明震为清末翰林，曾任江南水师学堂督办。